# Амелия-Крик
Кратер Амелия-Крик — астроблема, разрушенные эрозией остатки метеоритного кратера. Расположен в Национальном парке Дэвенпорт Мерчисон (англ. Davenport Murchison National Park), Северная территория, Австралия. Он находится в малом диапазоне палеопротерозойских осадочных и вулканических пород, сильно деформированных и поврежденных, из-за чего метеоритный кратер трудно распознать. Кратер был обнаружен только путём идентификации конусов растрескивания, найденных вблизи его центра. Конусы растрескивания в его центре окружены аномально деформированными породами площадью 20 на 12 километров. Асимметрия, возможно, связана с очень покатым ударом, но может быть, по крайней мере частично, связана с уже существующей структурной сложностью пород. Эта деформированная зона дает наилучшие оценки первоначального размера кратера. Удар произошел после формирования палеопротерозойских пород, но перед отложением неопротерозойских и кембрийских пород. Таким образом, ударное событие ограничено в интервале между примерно 1660 и 600 миллионами лет.